# Flik 69D
La Fliegerkompanie 69D (abbreviata in Flik 69D o Divisions-Kompanie 69) era una delle squadriglie della k.u.k. Luftfahrtruppen, la forza aerea dell'Impero austro-ungarico.

## Storia

### Prima guerra mondiale
La squadriglia fu creata a Strasshof an der Nordbahn in Austria e, dopo l'addestramento, fu diretta sul fronte italiano il 28 gennaio 1918, dove era basata a Gaiarine. Anche durante la primavera, viene riqualificata per compiti di battaglia e da difesa (Schutzflieger- und Schlachtflieger-Kompanie 69, Flik 69S). Nell'estate del 1918, entra nell'Armata dell'Isonzo nella fallita Battaglia del Solstizio.
Al 15 ottobre successivo era a Gaiarine con 8 Hansa-Brandenburg C.I e 1 Albatros J.I.
Dopo la guerra, l'intera aviazione austro-ungarica fu liquidata.